# Pailsnjunni
Pailsnjunni är en kulle i Finland. Den ligger i Utsjoki kommun och landskapet Lappland, i den norra delen av landet, 1 000 km norr om huvudstaden Helsingfors. Toppen på Pailsnjunni är 330 meter över havet.
Terrängen runt Pailsnjunni är varierad.  Trakten runt Pailsnjunni är nära nog obefolkad, med mindre än två invånare per kvadratkilometer. Närmaste större samhälle är Karigasniemi, 9,4 km norr om Pailsnjunni. Omgivningarna runt Pailsnjunni är i huvudsak ett öppet busklandskap.